# Comic-Finance
Le Comic-Finance est un hebdomadaire financier et satirique illustré français, publié entre 1868 et 1937.

## Histoire

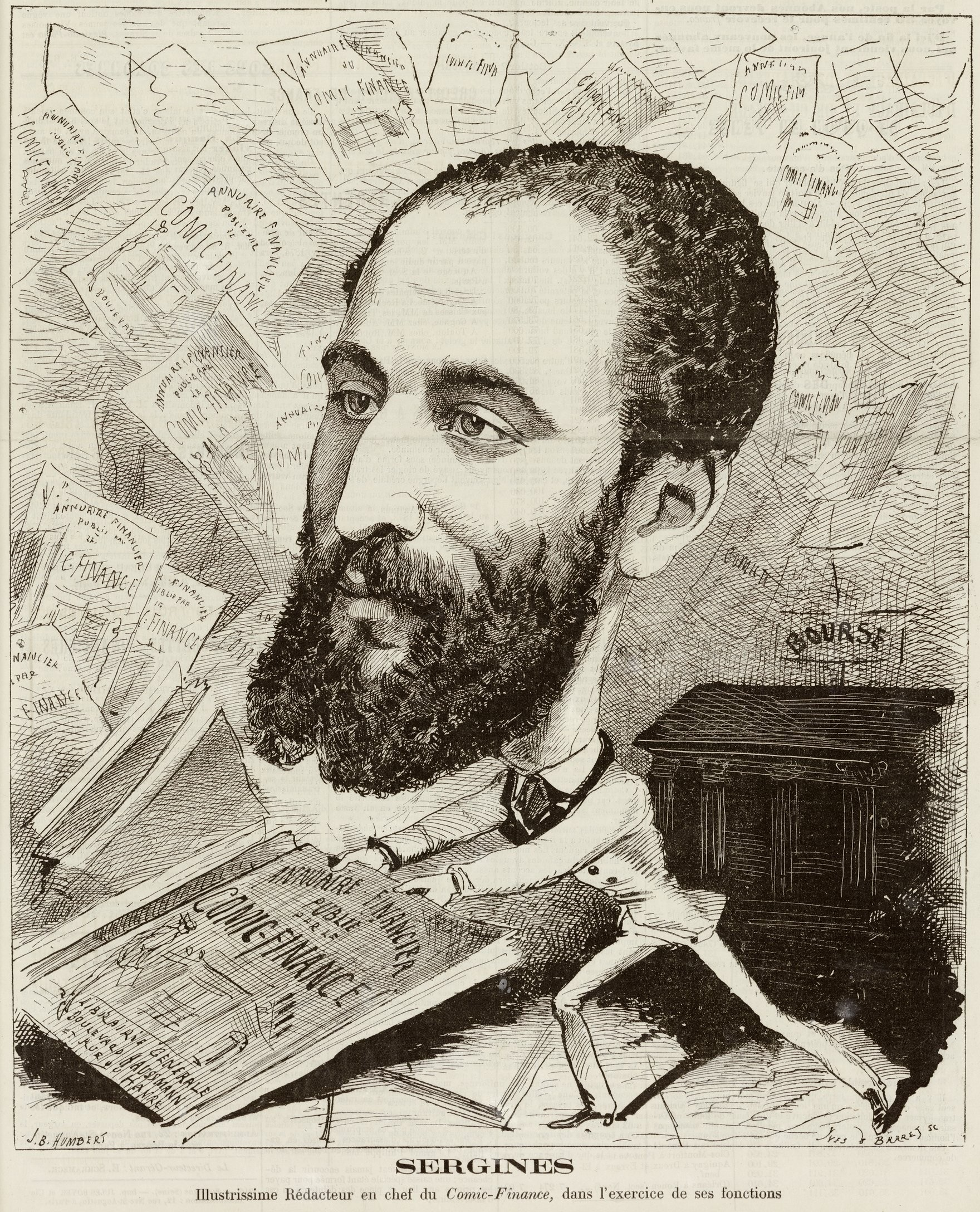
Caricature de Sergines (Comic-Finance, 25 décembre 1873)

Fondé en 1868, le Comic-Finance est dirigé jusqu'en 1911 par Ernest Schrameck (d), alias « Sergines » (1844-1911).
Cet hebdomadaire paraissant le jeudi avait la particularité de publier des articles humoristiques ainsi que des caricatures d'hommes d'affaires en même temps que de sérieuses informations financières à destination des actionnaires.
Certaines des notices biographiques illustrées de charges parues dans le Comic-Finance ont été publiées en volume par son rédacteur en chef (Sergines, Silhouettes financières, 4 volumes, Paris, 1872-1874).
En 1877, le tirage du Comic-Finance est estimé à 1 000 exemplaires d'après un rapport de police.
L'un des principaux collaborateurs du journal était Edmond Benjamin (d). En 1879, il quitte le Comic-Finance pour fonder La Finance pour rire, dont le bandeau et les vignettes sont illustrés par un autre ancien collaborateur du Comic-Finance, le dessinateur E. Doré.
Interrompue temporairement pendant la Guerre franco-allemande de 1870 et la Commune puis pendant la première Guerre mondiale, la publication du Comic-Finance devient bimensuelle ou mensuelle entre 1920 et 1937, date à laquelle la revue cesse de paraître.

## Collaborateurs
- Edmond Benjamin (d)[6],[7]
- Bertall[8]
- Cham[8]
- Édouard Dangin (d)[9]
- Henri Demare[10]
- E. Doré[11]
- A. [Alexandre ?][12] Farchi[13]
- Charles Friedlander (d) (alias « Jacques Profit »)[14]
- J. B. [Jean-Baptiste ?][15] Humbert[8]
- Louis-Ernest Lesage (alias « Sahib »)[16]
- Pierretti[17]
- Pépin[2]